# Mastaba del faraó
La mastaba del faraó (Mastabat al-Faraún) és una mastaba o mitja piràmide a Saqqara sud, que és el nom donat al temple funerari del faraó Shepseskaf. De vegades, s'esmenta simplement com a piràmide de Saqqara sud o mastaba de Shepseskaf.
Té més aviat forma de mastaba que de piràmide i fou construïda a Saqqara sud, en lloc de Guiza com els seus antecessors. Els egipcis la coneixen com la mastaba del Faraó i els occidentals com a mastaba o piràmide de Saqqara sud. El seu aspecte actual sembla el d'una piràmide tallada completament a un terç de la seva alçada.
La zona de Saqqara sud fou excavada per Gustave Jeuier el 1924 i 1925, i es va pensar que fos la tomba del faraó Unas. Tot i així, en una estela trobada allí ja hi havia part del nom del faraó Shepseskaf, en una altra estela de l'Imperi mitjà constava que en aquell lloc es feia culte a Shepseskaf, i se sabia que el nom d'una tomba així era "Shepseskaf ha estat purificat" per una troballa en què estava gravada la paraula i dibuixada la mastaba.
La mastaba estava orientada nord-sud. És petita i se'n distingeixen dues fases de construcció, la primera de pedra amb tres entrades, l'una a l'est, una altra al sud-oest i la tercera al mig de la façana sud. Un corredor porta a la meitat oriental del temple i al nord-oest té un altar; la part occidental formava un temple amb una sala d'ofrenes amb una falsa porta; no hi havia estàtues, però una part de l'estàtua del rei es va trobar al temple; al nord-oest, hi havia diverses cambres o magatzems. El conjunt de la mastaba mesura quasi 100 metres de llarg i 75 d'ample i està orientada nord-sud. La segona fase fou completada amb pedra més fina.
A la paret nord, uns dos metres per sota del nivell del terra, l'entrada s'assembla a la d'una piràmide; per mitjà d'un vestíbul, comença amb un corredor que baixa en angle de 23 graus durant més de 20 metres i arriba a una cambra; després, el corredor es fa horitzontal i acaba en una altra cambra connectada amb cinc o sis nínxols o magatzems; un pas en baixada porta a la cambra de l'oest i permet l'accés a la cambra d'enterrament feta de granit rosa. No s'han trobat tombes per a familiars o oficials del faraó.